# Castello Maniace

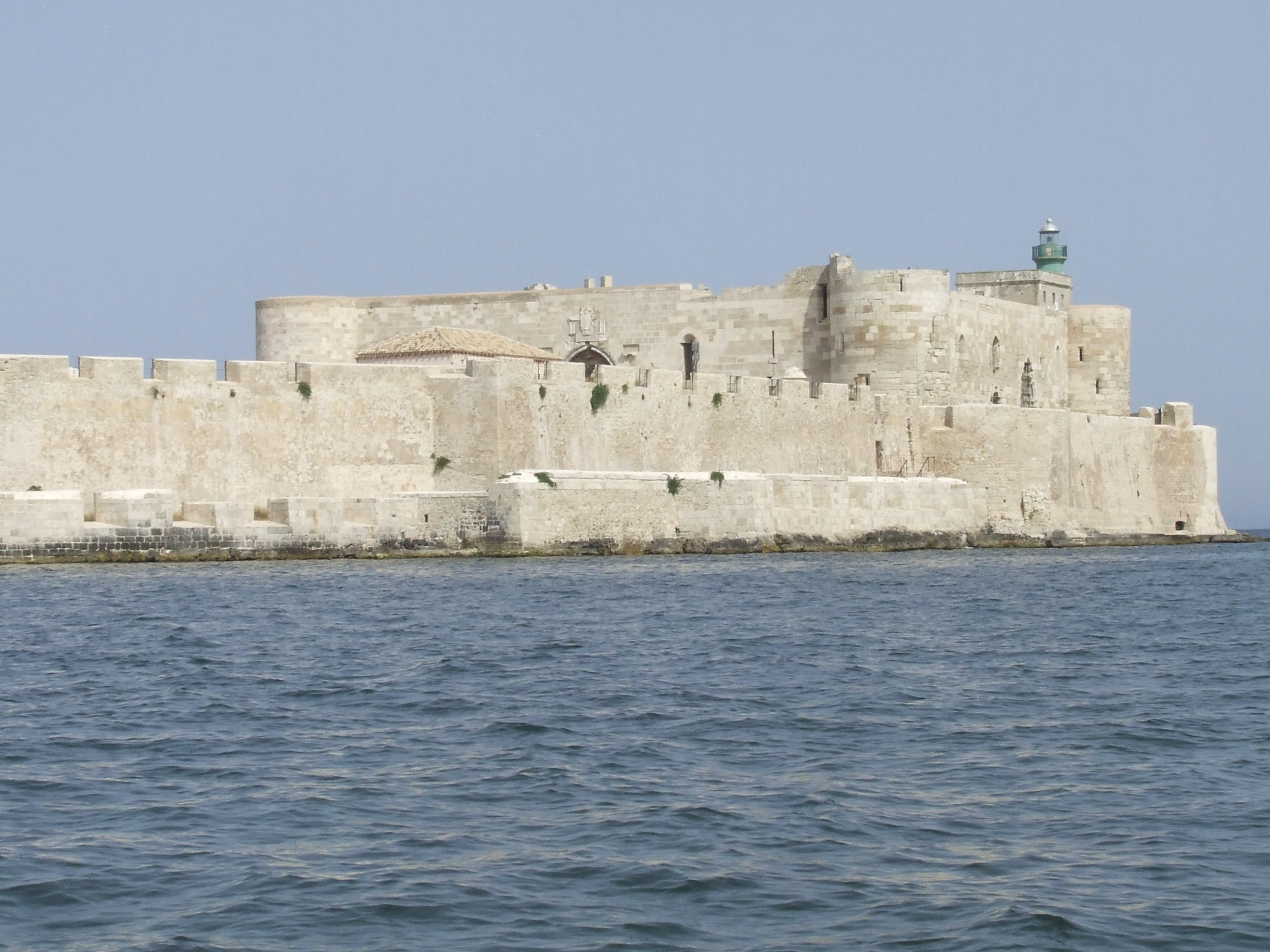
Castello Maniace vist des del costat marítim de la Marina Grande.

El Castello Maniace és una ciutadella i castell del sud d'Itàlia, a Siracusa, Sicília. Es troba a l'extrem del promontori de l'illa Ortigia, on va ser construït entre 1232 i 1240 per l'emperador Frederic II. Porta el nom de Jordi Maniaces, el general romà d'Orient que va assetjar i va conquerir la ciutat el 1038. Originalment, només es podia entrar al castell per un pont que abastava un fossat (ara ple). Una característica del castell és el portal decorat. Avui el castell és obert al públic i és una atracció turística local a Siracusa.

## Història
La primera fortificació va ser construïda el 1038 per Jordi Maniaces, un general grec i més tard el Catepan d'Itàlia, després de capturar Siracusa dels àrabs en nom de l'emperador Miquel IV. Frederic II, com a rei de Sicília, va fer que el seu arquitecte Riccardo da Lentini la reconstruís el 1232-1240. El rei Pere el Gran hi va residir amb la seva família el 1288. Del 1305 al 1536 el castell va ser utilitzat com a residència per nombroses reines de Sicília.
Al el castell fou utilitzat com a presó. Al segle següent fou inclòs a la fortificació que defensava el port i la ciutat. Una enorme explosió el va danyar el 1704, després d'aquest desastre es va renovar i es va adaptar a l'ús d'armes.